# Otto Pogwisch
Otto Pogwisch (ca. 1610 – 9. februar 1684 i København) var en dansk generalkrigskommissær, justitiarius og gehejmeråd, bror til Laurids Pogwisch.

## Tidlig karriere
Han var søn af Hans Pogwisch til Damsbo og Karen Brockenhuus, besøgte Sorø Akademi 1623, blev hofjunker 1640 og var under krigen i Skåne 1644-45 fændrik under Hofkompagniet. Efter Christian IV's død blev han overskænk, men udnævntes umiddelbart efter til lensmand over Frederiksborg Len. 14. januar 1649 ægtede han i Viborg rigsråden Oluf Parsbergs datter Anne Cathrine og blev samme år landkommissær i Sjælland. Trods sin lensmandsstilling opholdt han sig dog megen tid i København; under hovedstadens belejring havde han befalingen over Adelskompagniet og besørgede forskellige hverv med hensyn til indkvartering, mønstring og andre sager. Fra september 1659 var han generalkrigskommissær på halvøen hos de allierede tropper.

## Karriere i enevældens administration
Han deltog i det store stændermøde i efteråret 1660, blev medlem af det nedsatte udvalg, som indstillede håndfæstningen til kassation, og fik efter enevældens indførelse høje embeder. 1661 blev han medlem af Krigskollegiet, og i marts 1662 udnævntes han til generalkrigskommissær for Danmark, hvorved han fik hele hærvæsenets pengeforvaltning under sig. Under den af Christian Rantzau og Hans Schack trufne ordning var kommissariatet blev mere uafhængigt af Skatkammerkollegiet, end sidstnævntes leder Hannibal Sehested havde ønsket. 1662 var Pogwisch med til at fastsætte hartkornskatten for byerne, der ofte måtte inddrives ved militær. Han bestemte, at hartkornskatten af det øde og forarmede gods opkrævedes sognevis, hvad der ramte såvel godsejerne og bønderne som en tung byrde.
I februar 1669 aflagde han ed som gehejmeråd og assessor i Statskollegiet og Højesteret, 1671 blev han Dannebrogsridder, 1674 vicepræsident i Kancelliet og justitiarius i Højesteret, hvilken sidste udnævnelse havde til følge, at han opgav embedet som generalkrigskommissær; i 1677 takserede han dog krigsstyren i Sjællands Stift. Styrelsen af hærens finanser var nemlig af den ny konge 1674 blevet overdraget en tremandskommission, hvori der sad to repræsentanter for Skatkammeret, hvilkede harmede både Pogwisch og Schack.
Pogwisch var i 1670'erne medlem af flere kommissioner, således 1670 og 1673 af dem til udarbejdelse af et budget for hofetaten, 1672 af den til forbedring af konsumtionsforordningen. I Statskollegiet hørte han 1672 til det mindretal, som ikke underskrev erklæringen om lempelser i den adelige rostjeneste.

## Godsejer
Frederiksborg Amt havde han (med en kort afbrydelse i 1662) beholdt til 1665.
Pogwisch ejede som ung Ås, som han dog allerede 1633 afhændede. I medgift med hustruen fik han Jernit og efter den stærkt forgældede svigerfar overtog han Palstrup, Aldrupgård, Hagsholm, Løjstrup og Ørs, som han 1662-65 var nødt til at afhænde, de fleste til Mogens Friis; Palstrup ejede han dog på ny 1665-72. Han var desuden ejer af Torpegård (solgt 1669), Haling Hovgård (1665-68), Tyrrestrup (1662-68), part i Lerbæk (1665-72), Ryomgård (1666-72), Hjermeslevgård (1666(?)-68), Hollufgård (1667-69), Fodbygård, Frydendal (fra 1671), Saltø, Kongsdal (fra 1672), Toftholm og part i Vennergård (1680-84).
Men hans økonomiske forhold havde tidligt været slette; de var næppe blevet bedre, ved at han havde købt Saltø af generalløjtnant Hans Ahlefeldt og overtaget Palstrup mod at betale sin svigerfaders gæld efter hans død, og til sidst, da den til undersøgelse af fordringerne på Kronen nedsatte revisionskommission kom til det resultat, at han skyldte Kronen 16.000 rigsdaler, kunne han ikke opdrive kontante penge, og følgen blev, at hans hus i København og hans møbler blev stillede til offentlig auktion i februar 1682. Men end ikke dette synes at have været nok; det fortælles, at hans død, 9. februar 1684, ramte ham som gældsarrestant, og hans søn gik på tinge fra arv og gæld efter ham.
Han er begravet i Aarhus Domkirke.